# Урумчи (уезд)
Уезд Урумчи́ (кит. упр. 乌鲁木齐县, пиньинь Wūlǔmùqí xiàn, уйг. ئۈرۈمچى ناھىيىسى‎, Ürümchi Nahiyisi) — уезд городского округа Урумчи Синьцзян-Уйгурского автономного района КНР.

## История
Уезд Дихуа (迪化县) был образован в 1886 году. 
После присоединения Синьцзяна к КНР был образован Специальный район Дихуа (迪化专区), и уезд вошёл в его состав. 20 ноября 1953 года Специальный район Дихуа был официально переименован в Специальный район Урумчи (乌鲁木齐专区), и уезд также был переименован из Дихуа в Урумчи.
8 июля 1954 года был образован Чанцзи-Хуэйский автономный район (昌吉回族自治区), и уезд Урумчи вошёл в его состав. В марте 1955 года автономный район стал Чанцзи-Хуэйским автономным округом. В 1959 году уезд Урумчи был передан из состава Чанцзи-Хуэйского автономного округа под юрисдикцию властей города Урумчи.

## Административное деление
Уезд Урумчи делится на 1 посёлок и 5 волостей.
Анклав уезда зажат между Чанцзи-Хуэйским автономным округом и районами Тоутуньхэ, Синьши и Мидун